# Paul Randall Harrington

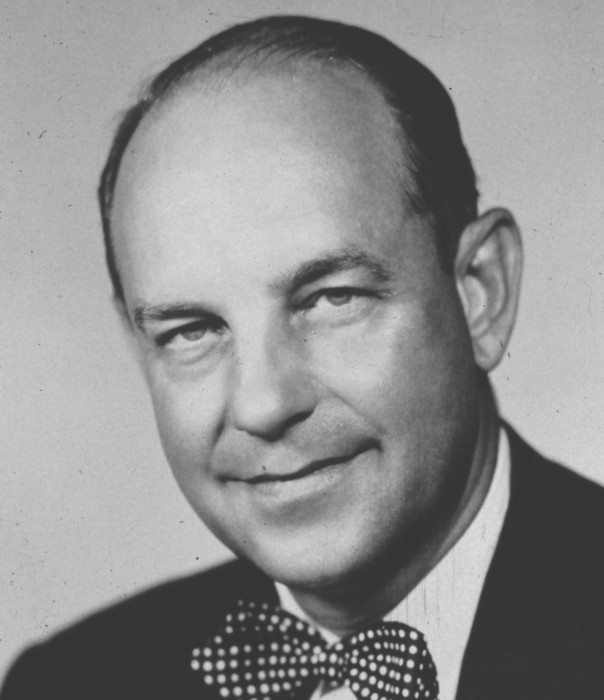
Paul Randall Harrington

Paul Randall Harrington (* 27. September 1911 in Kansas City, Kansas; † 29. November 1980 in Houston, Texas) war ein amerikanischer Orthopäde. Bekannt wurde er als Entwickler des Harrington-Stabes zur Aufrichtung verkrümmter Wirbelsäulen. Das Implantat wurde in den 1960er Jahren allgemein gebräuchlich und blieb bis Ende der 1990er Jahre der Goldstandard der chirurgischen Skoliosebehandlung. In diesem Zeitraum kam Harringtons Behandlungsmethode bei etwa einer Million Patienten zur Anwendung.

## Frühe Jahre
Harrington durchlief das örtliche Schulsystem bis zum Abschluss im Jahr 1930 und wurde als einer der 15 herausragenden High-School-Absolventen des Staates Kansas ausgezeichnet. Er plante zunächst nicht, ein Studium aufzunehmen, änderte seine Einstellung allerdings, nachdem ihm von der University of Kansas ein Sportstipendium als Basketballspieler angeboten wurde. Während seiner Zeit an dieser Universität war er Mitglied des Basketballteams, das in dieser Zeit die „Big Eight Conference“, ein Turnier der acht wichtigsten Universitäten, dreimal in Serie gewann. In seinem letzten Studienjahr wurde er zum Mannschaftskapitän des Teams gewählt.
Sein ursprüngliches Interesse im Bereich der Sportausbildung mündete im Interesse an der Medizin. Er studierte an der medizinischen Fakultät der University of Kansas und schloss sein Studium 1939 erfolgreich ab. Seine Ausbildung finanzierte er als semiprofessioneller Basketballspieler. Im Jahr 1936 strebte er eine Mitgliedschaft in der US-amerikanischen Olympiamannschaft an und gewann die regionale Meisterschaft im Speerwurf, konnte aber am Finale in Chicago aus Kostengründen nicht teilnehmen.
Seine Facharztausbildung begann Harrington am Roper Hospital in Charleston, South Carolina und schloss sie 1942 am St. Luke-Hospital in Kansas City ab. Anschließend trat er in die United States Army ein.
Während seines Militärdienstes im Zweiten Weltkrieg vom Mai 1942 bis November 1945 diente Harrington im „77th Evacuation Hospital“ als Chefarzt der orthopädischen Abteilung. Das Personal dieser Einheit bestand im Wesentlichen aus angehenden Ärzten und Pflegekräften der University of Kansas und wurde vor allem in Europa und Afrika eingesetzt. In dieser Zeit kam Harrington mit bekannten militärischen Persönlichkeiten wie General George S. Patton in Kontakt.
Nach dem Krieg ging Harrington nach Texas und arbeitete als Chirurg am Jefferson Davis County Hospital in Houston. In den Nachkriegsjahren entwickelte sich eine dramatische Epidemie der Kinderlähmung (Poliomyelitis), die zu seinem hauptsächlichen Arbeitsfeld wurde. In dieser Zeit arbeitete er mit dem Baylor College of Medicine zusammen und gründete die „Southwest Respiratory Foundation of the National Infantile Paralysis Association“, die erste derartige Organisation in den Vereinigten Staaten.
Poliomyelitis-Patienten neigen zur Ausbildung einer Skoliose, also einer Verkrümmung und Verdrehung der Wirbelsäule. Harrington erkannte, dass die übliche Behandlung der Skoliose, die in erster Linie auf Physiotherapie beruhte, bei Poliomyelitis-Patienten nicht zum Ziel führte, und begann daher, neue Behandlungsmethoden zu erforschen. Seine ersten Versuche bestanden aus der operativen manuellen Korrektur der skoliotischen Fehlstellung mit innerer Fixierung einzelner Wirbelgelenke. Diese Behandlung führte zu einigen Verbesserungen für die Patienten, aber Harrington sah, dass die Fixierung nicht dauerhaft war. Die Haken und hochbeanspruchten Stäbe korrodierten und brachen, so dass die Wirbelsäule in die ursprüngliche Fehlstellung zurückkehrte. Zwei Patienten starben. Ohne sich davon abschrecken zu lassen, arbeitete Harrington in den späten 1940er und den 1950er Jahren weiter an dem, was später als Harrington-Stab bekannt wurde.

## Harrington-Stab

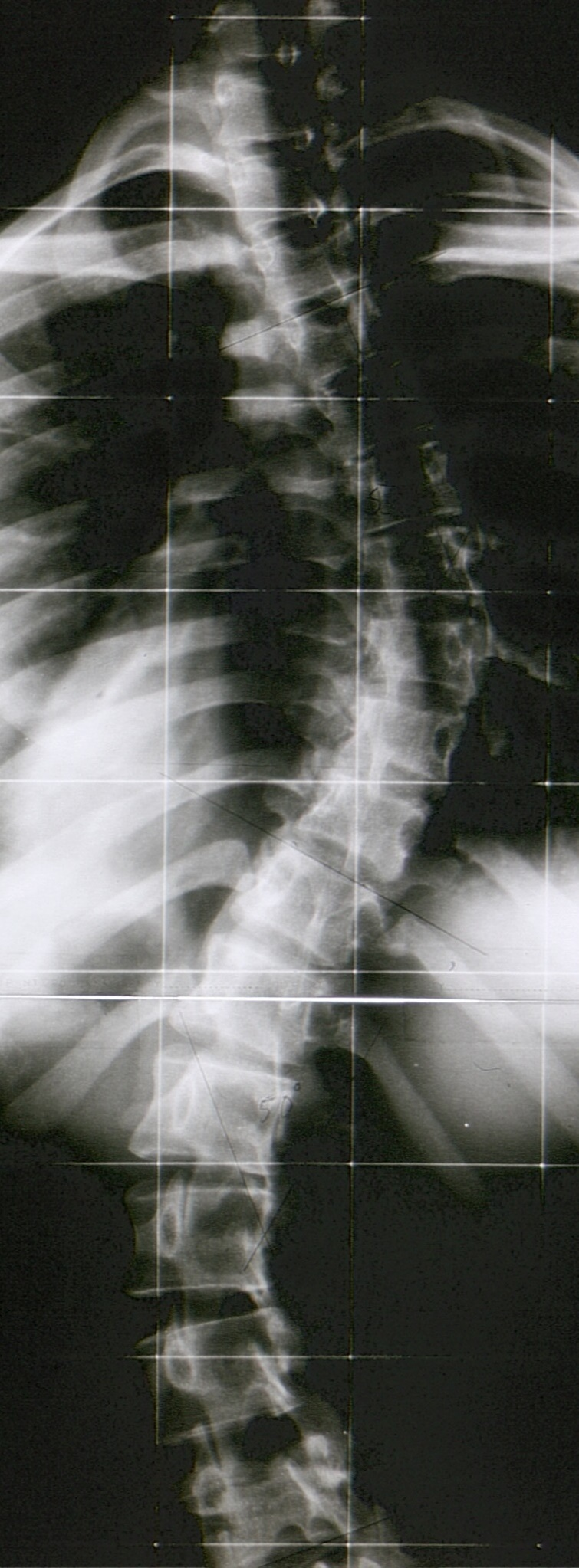
Thorakalskoliose

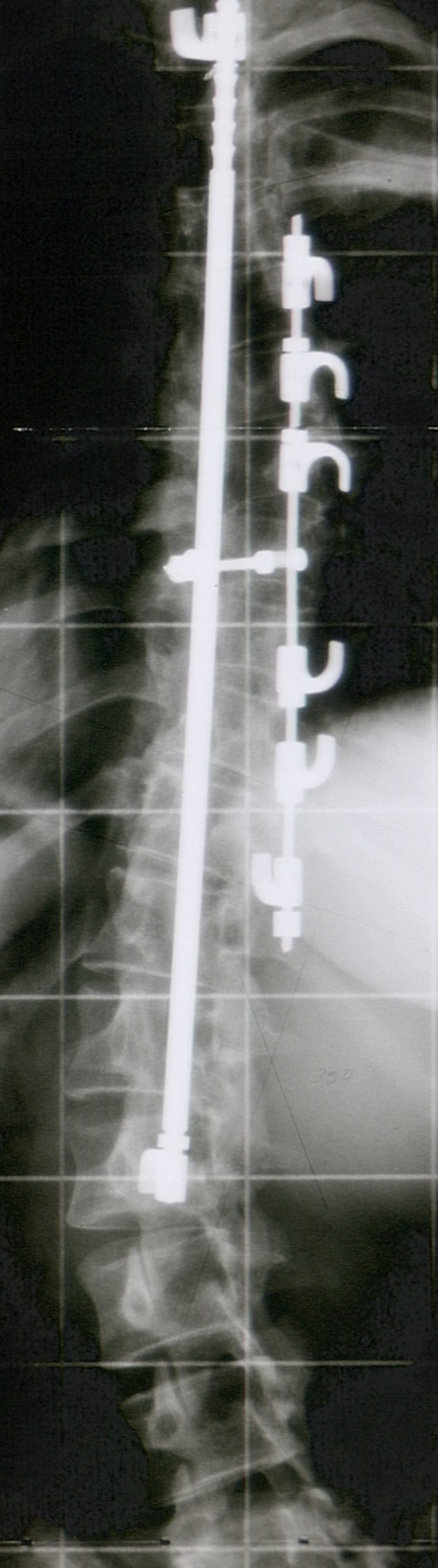
Harrington-Spondylodese

Der Harrington-Stab ist eine von Harrington entwickelte Vorrichtung zur hinteren Begradigung der Wirbelsäule. Die Vorrichtung besteht aus einem Stab aus rostfreiem Stahl, der oberhalb und unterhalb der Wirbelsäulenverbiegung mit Haken eingehängt wird. Mit Sperrzähnen wird die Wirbelsäule auseinandergezogen und begradigt. Nach dem operativen Einbringen des Stabes trägt der Patient für einige Monate einen Gipsverband oder ein Korsett, bis die Versteifung der Wirbel im Röntgenbild sichtbar wird. Im Zuge der ersten Anwendungen der Vorrichtung, die später als Harrington-Stab bekannt wurde, mussten noch am Vorabend der jeweiligen Operationen neue chirurgische Instrumente hergestellt werden. Im Nachgang modifizierte Harrington diese Instrumente basierend auf seiner Wahrnehmung des aktuellen chirurgischen Erfolges. Zufrieden mit dem grundlegenden Design ließ Harrington seine Instrumente am „Engineering Department“ der Rice University in Houston und einer kommerziellen Prüfungsstelle in Chicago testen.
Öffentlich präsentierte Harrington sein Verfahren erstmals auf dem Jahrestreffen der „American Academy of Orthopedic Surgeons“ 1958 in Chicago, wo es mit Erstaunen und tiefer Skepsis zur Kenntnis genommen wurde. Dennoch gewann das Verfahren langsam an Akzeptanz. 1959 schloss Harrington einen Vertrag mit dem Medizintechnik-Hersteller Zimmer, der seine Instrumente anderen Ärzten zugänglich machte. Er bestand allerdings darauf, dass niemandem erlaubt wurde, sein Implantat anzuwenden, bevor er selbst ihm die Prozedur demonstriert habe. Das Time Magazine berichtete 1960: „Einige Leiden scheinen fast besser auszuhalten zu sein, als ihre Behandlung. Ein Beispiel ist die Skoliose, eine abnorme Verbiegung der Wirbelsäule, die bereits in der Kindheit auftritt. Die [bisherige] Behandlung erscheint so belastend, dass Eltern kaum zu überzeugen sind, diese zuzulassen, selbst wenn dadurch eine lebenslange Deformität bedingt wird. Letzte Woche konnte Paul Harrington, Chirurg aus Houston, Überzeugungsarbeit für eine neue und glücklichere Methode leisten.“
Der wichtigste Nachteil des Harringon-Stabes ist, dass er die normale Krümmung der Wirbelsäule in den Bereichen, die versteift werden, begradigt. Dies führt bei einigen Patienten zu einer Flachrücken-Deformität. Die aktuellen Fortschritte der chirurgischen Technik in den späten 1990er Jahren machen es in vielen Fällen möglich, die Skoliose ohne Entstehung eines Flachrückens zu korrigieren. Dies führte nach und nach zu einem Rückzug der Behandlung mit dem Harrington-Stab.
Zur Skoliose gehört immer die Verdrehung der Wirbelkörper, d. h., sie ist ein dreidimensionales Problem; das Harrington-Verfahren kann aber nur zweidimensional – die Krümmung in der Frontalebene – korrigieren. Ein weiterer Nachteil ist der starre gerade Stab. Nur zwei Haken an den Enden nehmen an den Wirbelbögen die ganze Last auf. So war die Entwicklung derotierender Systeme mit biegbaren Stäben und mehreren Haken (Cotrel-Dubousset) zwangsläufig. Klaus Zielke entwickelte die ventrale Derotationsspondylodese als leistungsfähigstes Verfahren. Der Harrington-Stab hat noch seinen Platz bei Lähmungsskoliosen, die als Poliomyelitisfolge in Entwicklungsländern nicht selten sind.

## Die späten Jahre
Von den späten 1950er Jahren an unternahm Harrington viele Reisen, in deren Rahmen er seine Operationstechnik und den Harrington-Stab demonstrierte. In dieser Zeit entwickelte er auch ein Interesse an Schiffen, das zur Entwicklung und zum Bau eines 54-Fuß-Katamarans führte, außerdem arbeitete er hobbymäßig im Bereich Fotografie und Hi-Fi-Systeme.
1966 war Harrington eines der Gründungsmitglieder der Scoliosis Research Society, deren Präsident er in den Jahren 1972 und 1973 war. Außerdem war er als orthopädischer Berater der Luftwaffe und der Armee der Vereinigten Staaten in San Antonio, Texas tätig. Im Baylor College of Medicine war er als Professor der Abteilung für orthopädische Chirurgie und der Abteilung für Rehabilitation tätig. In diesen Jahren wurde er mit mehreren Preisen ausgezeichnet. Ab 1972 arbeitete Harrington mit Marc Addason Asher zusammen und institutionalisierte die „Mary Alice and Paul R. Harrington Distinguished Professorship of Molecular Orthopedics at Kansas University Medical College“.

## Tod und Vermächtnis
Paul Randall Harrington starb am 29. November 1980 in Houston, Texas.
In einem Nachruf schrieb das Journal of Bone & Joint Surgery: „Paul will be remembered not only for the development of the Harrington instruments, but for his straightforward frankness, his bowties, his par golf, his smile, his trumpet, and above all for being a nice person.“
In seinem Testament hinterließ Harrington seine gesamten beruflichen Materialien dem „Medical Centre“ der University of Kansas, wo sie mittlerweile als das „Harrington Archiv“ bekannt sind. Das Archiv beinhaltet sämtliche Schriften, Fotografien, Publikationen, Manuskripte, Blaupausen, Zeichnungen und Beispiele zum Harrington-Stab, außerdem biografische Informationen, Präsentationen, berufliche und persönliche Korrespondenz, persönliche Fotografien, Filme und Videobänder. Zudem sind Falldarstellungen mit Fotografien, Dokumenten und anderen Artefakten, die Harringtons Geschichte darstellen, einzusehen.
1992 wurden die gesammelten Schriften Harringtons (zusammengetragen von Nancy J. Hulston and Marc A. Asher) unter dem Titel The Collected Writings of Paul Randall Harrington, MD von Lowell Press herausgegeben.
Das Baylor College of Medicine hat einen Preis für „Excellence in Orthopedic Research“ in Erinnerung an Harringtons Beitrag zur Wirbelsäulenchirurgie ausgeschrieben.